# Caroline Hain
Caroline Hain (ur. 4 lutego 1996) – australijska judoczka.
Uczestniczka mistrzostw świata w 2018. Startowała w Pucharze Świata w latach 2012, 2013, 2015 i 2017-2019. Złota medalistka mistrzostw Oceanii w 2018 i srebrna w 2018. Mistrzyni Australii w 2015 i 2017 roku.